# Warmowie

Prusowie w XIII wieku

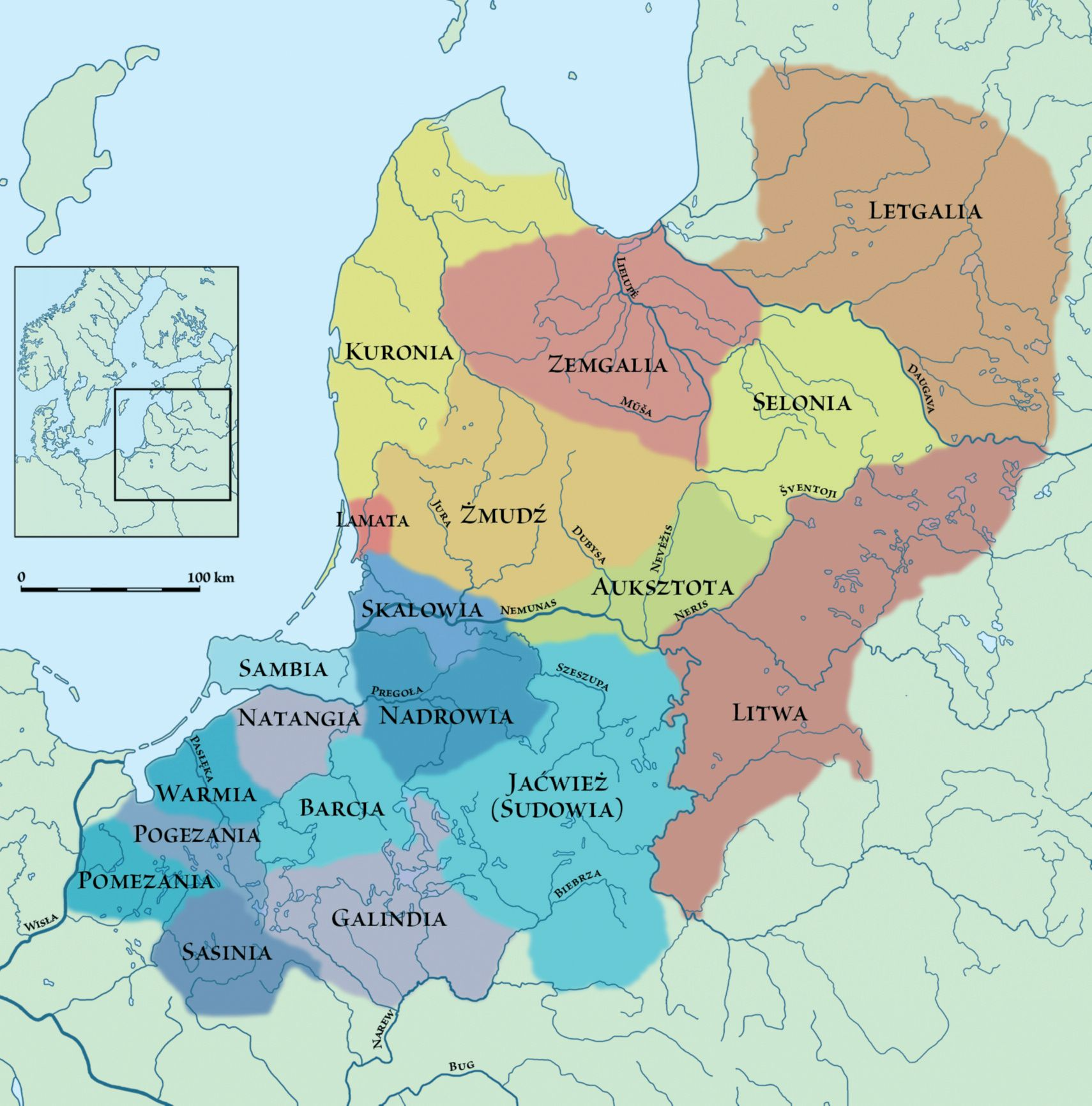
Warmowie na mapie plemion bałtyjskich około 1200 roku

Warmowie – jedno z plemion pruskich zamieszkujące Warmię w północno-zachodniej części Prus. Zasiedlało do początku XIII w. tereny nad Zalewem Wiślanym oraz dolny odcinek biegu rzeki Pasłęki. Współcześnie to tereny położone pomiędzy Tolkmickiem, Fromborkiem, Braniewem, Mamonowem i Primorskoje na północy i Lidzbarkiem Warmińskim na południu.

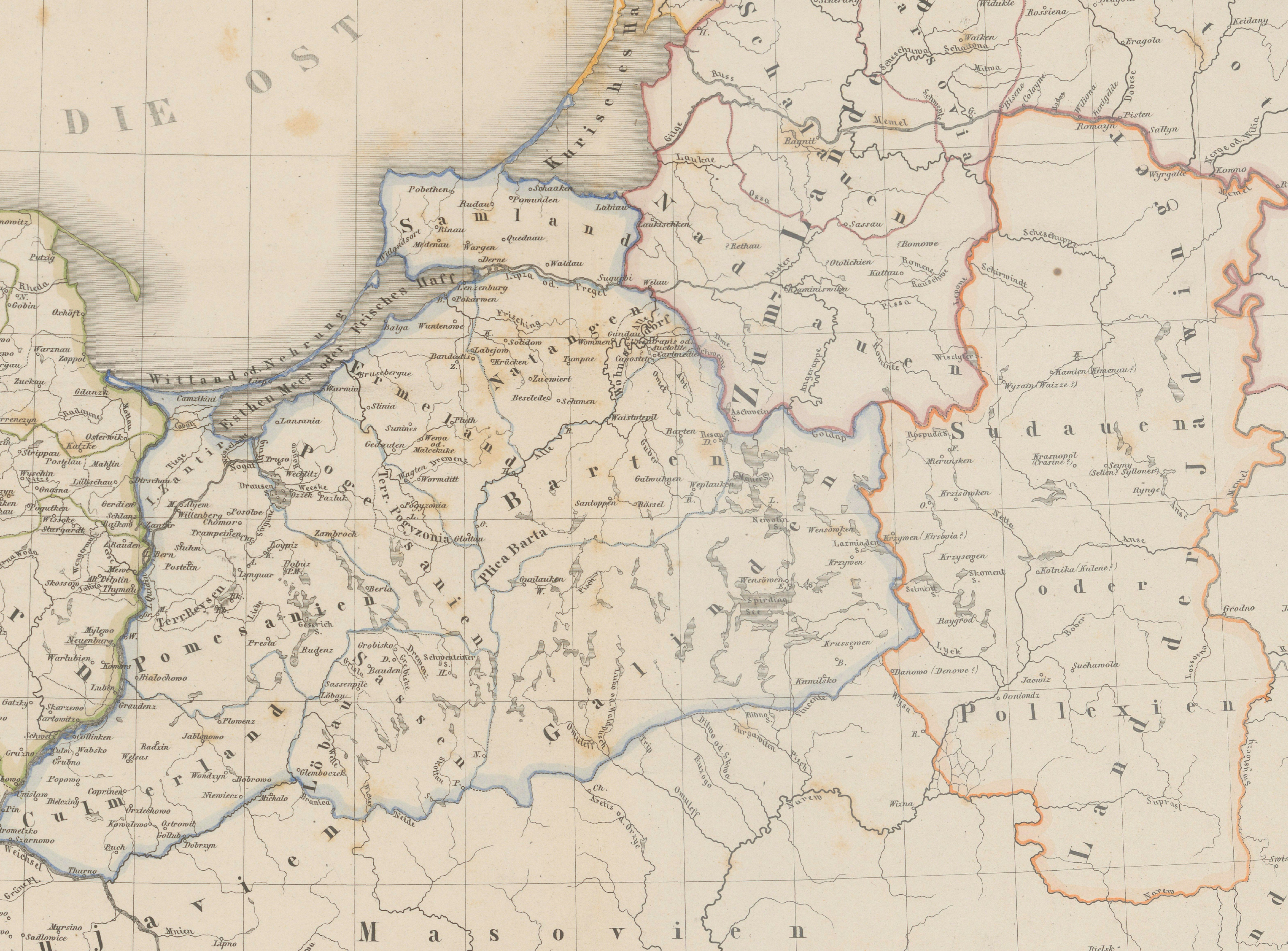
Prusy plemienne według Maxa Toeppena, 1858

Ostatnim znanym wodzem Warmów był Glappo, stracony przez Krzyżaków w 1273 roku.
Nazwa plemienia Warmowów została przeniesiona na diecezję i dominium biskupie, któr powstało na ich terenach. Jeden z głównych ośrodków Warmów znajdował się na Wzgórzu Katedralnym we Fromborku, które jeszcze do XVII wieku nazwane było Warmią.